# Janez Kramberger
Janez Kramberger, slovenski politik, poslanec in veterinar, * 1. november 1961, Maribor.

## Življenjepis
Janez Kramberger, član Slovenske ljudske stranke, je bil leta 2004 tretjič izvoljen v Državni zbor Republike Slovenije; v tem mandatu je bil član naslednjih delovnih teles:
- Odbor za obrambo,
- Odbor za visoko šolstvo, znanost in tehnološki razvoj in
- Komisija za odnose s Slovenci v zamejstvu in po svetu (predsednik).

Od leta 2006 je župan občine Lenart. Občani so mu mandat vnovič zaupali še v letih 2010, 2014, 2018 in 2022.